# Amiah Miller
Amiah Miller (16 juli 2004)  is een Amerikaanse actrice en model.

## Levensloop
Miller groeide op in Virginia, verhuisde later met haar familie naar Florida en vervolgens naar Los Angeles. Ze begon met acteren in 2014 met bijrollen in pilots en televisieseries als Best Friends Whenever. In 2016 had Miller een gastrol in de actie-avonturenserie MacGyver. In hetzelfde jaar maakte ze haar filmdebuut met de horrorfilm Lights Out, geproduceerd door onder meer James Wan. Ze werkt ook als model sinds ze acht jaar oud was en werd ondertekend door het gerenommeerde talent- en sportbureau Creative Artists Agency (CAA). In 2017 verscheen ze als Nova in de sciencefictionfilm War for the Planet of the Apes.

## Filmografie

### Film
| Jaar | Titel                          | Rol           | Opmerkingen              |
| ---- | ------------------------------ | ------------- | ------------------------ |
| 2016 | Lights Out                     | jonge Rebecca | debuut op het witte doek |
| 2017 | War for the Planet of the Apes | Nova          |                          |
| 2017 | Trafficked                     | jonge Sara    |                          |
| 2017 | House by the Lake              | Emma          |                          |
| 2020 | Anastasia: Once Upon a Time    | Megan         |                          |
| 2020 | The Water Man                  | Jo Riley      |                          |
| 2022 | My Best Friend's Exorcism      | Gretchen Lang |                          |

### Televisie
| Jaar | Titel                       | Rol              | Opmerkingen                   |
| ---- | --------------------------- | ---------------- | ----------------------------- |
| 2014 | Clementine                  | jonge Clementine | televisiefilm                 |
| 2015 | Henry Danger                | Paula Makiato    | aflevering "Spoiler Alert"    |
| 2015 | Best Friends Whenever       | 9-jarige Shelby  | 2 afleveringen                |
| 2015 | How We Live                 | Riley            | televisiefilm                 |
| 2016 | MacGyver                    | Valerie Lawson   | aflevering "Pliers"           |
| 2021 | Keeping Up with the Joneses | barvrouw         | aflevering "The Wrong Family" |